# Список глав правительства Антигуа и Барбуды
Список глав правительства Антигуа и Барбуды включает в себя руководителей правительства Антигуа и Барбуды (до 1981 года — Антигуа) со времени создания в стране в 1960 году правительственного кабинета. В настоящее время правительство возглавляет премьер-министр Антигуа и Барбуды (англ. Prime Minister of Antigua and Barbuda), чьё положение в системе государственной власти определяет конституция, вступившая в силу с провозглашением 1 ноября 1981 года независимости государства.
Глава правительства является лидером партии, имеющей большинство в Палате представителей (нижняя палата, англ. House of Representatives) двухпалатного парламента. Палата избирается на срок 5 лет прямыми выборами по одномандатным округам; этим электоральным периодом определяется срок полномочий правительства, ограничений для повторного формирования кабинета при сохранении парламентского большинства не установлено.
Первоначально во главе кабинета стоял главный министр (), с приобретением статуса ассоциированного государства в 1967 году главой правительства стал премьер (), с провозглашением независимости в 1981 году — премьер-министр ().
Применённая в первом столбце таблиц нумерация является условной. Также условным является использование в первых столбцах цветовой заливки, служащей для упрощения восприятия принадлежности лиц к различным политическим силам без необходимости обращения к столбцу, отражающему партийную принадлежность, в том числе независимый статус политиков. В столбце «Выборы» отражены состоявшиеся выборные процедуры, сформировавшие состав парламента, поддерживающий главу правительства.

## Главный министр Антигуа (1960—1967)
Главный министр Антигуа (англ. Chief Minister of Antigua) — в коронной колонии Соединённого королевства Антигуа — глава правительственного кабинета, имеющего исполнительные полномочия, значительно ограниченные полномочиями лондонского правительства Её Величества, следующими из конституционного обычая. Им становился лидер победившей на выборах в парламент партии. Этот пост появился в 1960 году, с созданием при администраторе владения правительственного кабинета, интегрированного в систему управления Федерации Вест-Индии, куда оно входило с 3 января 1958 года по 31 мая 1962 года.
|           | Портрет | Имя (годы жизни)                                       | Полномочия    | Полномочия      | Партия                       | Выборы | Пр.         |
| Начало    | Портрет | Имя (годы жизни)                                       | Окончание     |                 | Партия                       | Выборы | Пр.         |
| --------- | ------- | ------------------------------------------------------ | ------------- | --------------- | ---------------------------- | ------ | ----------- |
| 1 (I—III) |         | Вир Корнуолл Берд (1910—1999) англ. Vere Cornwall Bird | 1 января 1960 | 27 февраля 1967 | Лейбористская партия Антигуа | 1956   | [ 7 ] [ 8 ] |
| 1 (I—III) | 1960    | Вир Корнуолл Берд (1910—1999) англ. Vere Cornwall Bird | 1 января 1960 | 27 февраля 1967 | Лейбористская партия Антигуа |        | [ 7 ] [ 8 ] |
| 1 (I—III) | 1965    | Вир Корнуолл Берд (1910—1999) англ. Vere Cornwall Bird | 1 января 1960 | 27 февраля 1967 | Лейбористская партия Антигуа |        | [ 7 ] [ 8 ] |

## Премьеры Антигуа (1967—1981)

Флаг (с 1967)

Премьер Антигуа (англ. Premier of Antigua) являлся постом главы правительства Антигуа после получения ею статуса ассоциированного с Великобританией государства. После распада Вест-Индской Федерации в 1962 году была разработана концепция «ассоциированной государственности», реализованная Законом Об ассоциированной государственности 1967 года, предоставившим стране с 27 февраля 1967 года полную автономию в отношении её внутренних дел, изменившим структуру и полномочия правительства и установившим самостоятельный пост губернатора Антигуа (англ. Governors of Antigua).
Организация Объединённых Наций не смогла вынести решение, был ли при этом достигнут суверенитет по смыслу Устава ООН и резолюций Генеральной Ассамблеи ООН.
|          | Портрет | Имя (годы жизни)                                                  | Полномочия      | Полномочия      | Партия                         | Выборы      | Пр.           |
| Начало   | Портрет | Имя (годы жизни)                                                  | Окончание       |                 | Партия                         | Выборы      | Пр.           |
| -------- | ------- | ----------------------------------------------------------------- | --------------- | --------------- | ------------------------------ | ----------- | ------------- |
| 1 (III)  |         | Вир Корнуолл Берд (1910—1999) англ. Vere Cornwall Bird            | 27 февраля 1967 | 14 февраля 1971 | Лейбористская партия Антигуа   | [ комм. 4 ] | [ 7 ] [ 8 ]   |
| 2        |         | Сэр Джордж Герберт Уолтер (1928—2008) англ. George Herbert Walter | 14 февраля 1971 | 1 февраля 1976  | Прогрессивное рабочее движение | 1971        | [ 10 ] [ 11 ] |
| 1 (IV—V) |         | Сэр Вир Корнуолл Берд (1910—1999) англ. Vere Cornwall Bird        | 1 февраля 1976  | 1 ноября 1981   | Лейбористская партия Антигуа   | 1976        | [ 7 ] [ 8 ]   |
| 1 (IV—V) | 1980    | Сэр Вир Корнуолл Берд (1910—1999) англ. Vere Cornwall Bird        | 1 февраля 1976  | 1 ноября 1981   | Лейбористская партия Антигуа   |             | [ 7 ] [ 8 ]   |

## Премьер-министры Антигуа и Барбуды (с 1981)
Премьер-министр Антигуа и Барбуды (англ. Prime Minister of Antigua and Barbuda) является главой правительства после обретения Антигуа и Барбудой независимости и вступления в силу 1 ноября 1981 года конституции страны, когда она стала одним из королевств Содружества. В структуре монархии Антигуа и Барбуды премьер-министр обладает исполнительными полномочиями власти монарха, который по всем вопросам антигуанского государства советуется исключительно с министрами правительства Антигуа и Барбуды. Представляющий монарха генерал-губернатор назначается по совету премьер-министра; назначение премьер-министром лица, имеющего наилучшие шансы получить парламентскую поддержку, является прерогативой самого генерал-губернатора, а не представляемого им монарха. Титул первой правящей королевы Антигуа и Барбуды Елизаветы II Елизавета Вторая, Милостью Божьей, Королева Антигуа и Барбуды и других её королевств и территорий, Глава Содружества (англ. Elizabeth the Second, by the Grace of God, Queen of Antigua and Barbuda and of Her other Realms and Territories, Head of the Commonwealth) использовался, как правило, когда к ней обращались как к таковой, если монарх находится в Антигуа и Барбуде или выполняет обязанности от имени Антигуа и Барбуды за её границами (после вступления на престол Карла III неименная основа титула была сохранена).
|           | Портрет        | Имя (годы жизни)                                              | Полномочия     | Полномочия     | Партия                                 | Выборы      | Пр.           |
| Начало    | Портрет        | Имя (годы жизни)                                              | Окончание      |                | Партия                                 | Выборы      | Пр.           |
| --------- | -------------- | ------------------------------------------------------------- | -------------- | -------------- | -------------------------------------- | ----------- | ------------- |
| 1 (V—VII) |                | Вир Корнуолл Берд (1910—1999) англ. Vere Cornwall Bird        | 1 ноября 1981  | 19 апреля 1984 | Лейбористская партия Антигуа и Барбуды | [ комм. 8 ] | [ 7 ] [ 8 ]   |
| 1 (V—VII) | 19 апреля 1984 | Вир Корнуолл Берд (1910—1999) англ. Vere Cornwall Bird        | 12 марта 1989  | 1984           | Лейбористская партия Антигуа и Барбуды |             | [ 7 ] [ 8 ]   |
| 1 (V—VII) | 12 марта 1989  | Вир Корнуолл Берд (1910—1999) англ. Vere Cornwall Bird        | 9 марта 1994   | 1989           | Лейбористская партия Антигуа и Барбуды |             | [ 7 ] [ 8 ]   |
| 3 (I—II)  |                | Лестер Брайант Берд (1938—2021) англ. Lester Bryant Bird      | 9 марта 1994   | 12 марта 1999  | Лейбористская партия Антигуа и Барбуды | 1994        | [ 13 ] [ 14 ] |
| 3 (I—II)  | 12 марта 1999  | Лестер Брайант Берд (1938—2021) англ. Lester Bryant Bird      | 24 марта 2004  | 1999           | Лейбористская партия Антигуа и Барбуды |             | [ 13 ] [ 14 ] |
| 4 (I—II)  |                | Уинстон Болдуин Спенсер (1948—) англ. Winston Baldwin Spencer | 24 марта 2004  | 13 марта 2009  | Объединённая прогрессивная партия      | 2004        | [ 15 ] [ 16 ] |
| 4 (I—II)  | 13 марта 2009  | Уинстон Болдуин Спенсер (1948—) англ. Winston Baldwin Spencer | 13 июня 2014   | 2009           | Объединённая прогрессивная партия      |             | [ 15 ] [ 16 ] |
| 5 (I—III) |                | Гастон Алфансо Браун (1967—) англ. Gaston Alphanso Browne     | 13 июня 2014   | 22 марта 2018  | Лейбористская партия Антигуа и Барбуды | 2014        | [ 17 ] [ 18 ] |
| 5 (I—III) | 22 марта 2018  | Гастон Алфансо Браун (1967—) англ. Gaston Alphanso Browne     | 19 января 2023 | 2018           | Лейбористская партия Антигуа и Барбуды |             | [ 17 ] [ 18 ] |
| 5 (I—III) | 19 января 2023 | Гастон Алфансо Браун (1967—) англ. Gaston Alphanso Browne     | действующий    | 2023           | Лейбористская партия Антигуа и Барбуды |             | [ 17 ] [ 18 ] |